# Пригоди Котигорошка та його друзів
«Пригоди Котигорошка та його друзів» — український анімаційний мультсеріал, створений на студії «Укранімафільм». Створений у 2013 році за підтримки Державного агентства України з питань кіно. Прем'єрний показ відбувся у 2014 році в День Незалежності України, на телеканалі 1+1. Продовження короткометражного мультфільму «Чарівний горох» (2008). Мультсеріал складається з 4 серій, згодом планується розширити до 13.

## Створення
Мультфільм «Чарівний горох» (2008) створювався як самостійний твір, але його фінал лишав обіцянку, що Котигорошка та його друзів чекають нові пригоди. Роботу над 4-ма епізодами-продовженнями планувалося завершити взимку 2013 року. Анімація в серіалі більш деталізована та з реалістичнішими фонами. Для створення використовувалися програми Adobe After Effects, Toon Boom Animate Pro та Adobe Premiere Pro. Бюджет склав 3 млн грн.

## Сюжет
Зі слів режисера мультфільму Ярослави Руденко-Шведової: «„Пригоди Котигорошка“ — це передусім веселі фільми, в основі яких лежить український фольклор — народні казки, міфи. Тому ми зняли їх так, щоб діти сміялися, а дорослі всміхалися».

## Перелік серій
Тривалість: 1 серія: ~ 13 хв. (цілком серій: 4)
| №  | Назва                      | Опис |
| -- | -------------------------- | --- |
| 01 | «Солом'яний бичок»         | В одному королівстві є Солом'яний бичок, який, танцюючи, перетворює солому на золото. Коли Одуд, Котигорошко, Вернидуб, Вернигора та Крутивус приходять із подарунком, бичка викрадає велетень. Одуд вдає з себе пораненого, щоб не йти з Котигорошком і його друзями в печеру велетня. Але його все одно беруть як розвідника. Виявляється, велетень — це малюк Пудя, що забрав бичка аби погратися з ним. Малюк-велетень викидає героїв, яким би чином вони не пробиралися в печеру. Все вирішується, коли повертаються батьки Пуді та обговорюють, що їхньому синові нудно в печері. Підслухавши розмову, Котигорошко з друзями дарують малюкові цілий мішок солом'яних іграшок. |
| 02 | «Лісовик»                  | Коли лісничиха вирушає на ярмарок, її діти, всупереч забороні, відчиняють скриню, сховану в льоху. Зі скрині вискакує замкнений там Лісовик і викликає свого посіпаку, ходяче дерево Хапа. Вони викрадають звідусіль дітей і перетворюють їх на дерева. Лише один хлопчик тікає і розповідає Котигорошку з його друзями про лихо. Лісовик посилає проти них ходячі дерева, але Вернидуб домовляється, що вони їх пропустили. Тоді Лісовик заманює героїв у глибоку яму. Крутивус піднімає їх за допомогою води. Лісовик веде героїв у болото, Хап схоплює їх, а Лісовик перетворює на пні, крім Вернидуба. Викликавши Хапа на двобій, Вернидуб долає його і обертає Лісовикові чари проти нього самого, перетворивши на пеньок. Всі, кого той зачаклував, знову стають людьми. Повернувшись додому, лісничиха сварить дітей, що вони не послухалися її. |
| 03 | «Наречена для Котигорошка» | Чортівка Пекля (дочка головного чорта Хмирі) вирішує вийти заміж за Котигорошка. Хмиря для цього висушує річку і Котигорошко, йдучи по руслу в пошуках причини, прямує до Пеклі. Вона заманює Котигорошка в хатину, де дає йому любовне зілля. Котигорошко закохується в чортівку та погоджується на весілля з нею. Одуд, Вернидуб, Вернигора та Крутивус ідуть слідом і натрапляють на чортеня Куцика, якого не запросили на весілля. Ображений на інших чортів Куцик проводить героїв на весілля. Дорогою виявляється, що Котигорошко буде вже 13-м чоловіком Пеклі, а всі вони перетворюються на грошові дерева. Вернидуб, Вернигора та Крутивус встигають урятувати Котигорошка, він отямлюється та б'ється проти чортів. Лиходіїв зачиняють у горі, річка повертається, а Куцик обіцяє допомагати й надалі.                                        |
| 04 | «Помста чорта Хмирі»       | Головний чорт Хмиря задумав помститися Котигорошкові. Він звинувачує Куцика в зраді та обіцяє вибачити його в обмін на виконання завдання: отруїти землю навколо рідного села Котигорошка мертвою водою. Він перетворює чортеня на хмару, поки завдання не буде виконано. Одуд, Котигорошко, Вернидуб, Вернигора та Крутивус намагаються зловити капосника та вирішують заманити Куцика в пастку. Вони розкручують вітряк і затягують чортеня в пляшку. Куцик зізнається, що завдання йому дав Хмиря. Герої використовують пастки, які на них поставив Хмиря, проти нього самого. Схопивши чорта, вони вимагають, щоб той показав їм живу воду. Куцик повертає живою водою життя землі. Хмиря перетворює Куцика назад із хмари на чортеня, але Куцик відплачує йому, скинувши в озеро мертвої води. Обпалений нею Хмиря повертається до Пеклі.          |

## Персонажі
- Котигорошко — в образі Котигорошка втілені такі риси, як богатирська сила, стійкість у боротьбі проти ворогів, вірність, кмітливість. Носить жовто-зелений одяг (кольори гороху, з якого він з'явився), козацьку шапку та зелений плащ. Озброєний булавою і покладається на свою надзвичайну фізичну силу (Озвучує Олександр Погребняк).
- Крутивус — велетень у синьому одязі, що керує водою за допомогою своїх довгих вусів. Сам уміє перетворюватися на воду. (Озвучує Євген Пашин).
- Вернигора — велетень у червоному одязі, здатний розсовувати та розбивати скелі. Вміє перетворюватися на кам'яну статую. (Озвучує Борис Георгієвський).
- Вернидуб — велетень у жовто-коричневому одязі, з зеленою зачіскою та вусами. Може швидко вирощувати з землі стебла, говорити з рослинами та перетворюватися на могутній дуб (Озвучує Дмитро Гаврилов).
- Птах Одуд — балакучий птах, що виступає оповідачем кожної серії. Він боягуз і хвалько, але іншим птахам і звірам розповідає про себе як про героя (Озвучує Володимир Терещук).

## Знімальна група
- Автор ідеї: Ярослава Руденко-Шведова (4);
- Автори сценарію: Вадим Шинкарьов, Ярослава Руденко-Шведова;
- Режисер: Ярослава Руденко-Шведова;
- Художники постановники: Наталія Михайлова (у 4 серії вказано як Наталя Михайлова), Крістіан Костінін, Едуард Кирич;
- Сторіборд: Крістіан Костінін (1 і 3), Іван Федорович Будз (2 і 4), Олександр Вікен (2), Дмитро Ковтанець (4);
- Композитор: Андрій Соловйов (1 і 2), Леонід Белєй (3 і 4, у титрах Леонід Бєлєй);
- Звукорежисер: Андрій Обод;
- Оператори відеозйомки: Світлана Кецкало, Н. Северіна;
- Асистенти режисера: Т. Соснівська (1—3), Г. Ніконова (1—3), В. Пантелєєва (4);
- Асистенти художника-постановника: Олена Савінова, Ольга Максюк (1—3), Марія Венгерська (1—3);
- Художники-аніматори: Михайло Титов (у титрах М. Тітов), Марина Корольова, Олександр Лавров (1—3), Володимир Суріков (1—3), Андрій Слєсаревський (1—3, у титрах А. Слесаревський), Віталій Віленко (1—3), Дмитро Пічугін (1—3), Людмила Дубова, Вадим Назаров (1—3), Д. Отроков (1—3), Сергій Огурцов (у титрах О. Огурцов), Л. Левенко-Бондаренко (1—3), Михайло Яремко (4), Дмитро Ковтанець (4), Олексій Голованов (4);
- Художники по фонам: Наталія Михайлова, В. Березина, Ірина Романюк (у титрах И. Романюк);
- Художники-прорисовщики: Наталія Попова, Наталія Голубець (1—3, у титрах Н. Голубец), Галина Кугунова (1—3), Ірина Чайка (1—3), Валентина Кузьмич (1—3), О. Сурикова (1—3), Наталія Тарабарова (1—3), Павло Чайка (1—3), Г. Назарчук (1—3), Ірина Романюк (1—3, у титрах И. Романюк), Тетяна Рашкевич (1—3), Ю. Кулик (1—3), О. Московченко (1—3), О. Келеберденко (1—3), Неля Настенко (4), О. Бондаренко (4), Г. Пастух (4), О. Лобас (4), Н. Кириченко (4), І. Кузик (4), Д. Москаленко (4);
- Розфарбування: Олена Савінова (1—3), Жанна Мовчан (1—3), Марія Венгерська (1—3), Т. Соснівська (1—3), Алла Шебанова (1—3), Ганна Гончаренко (у титрах А. Гончаренко) (1—3), Я. Харченко (1—3), В. Самокиш (1—3), Юлія Золотова (1—3), М. Іванова (1—3), Фокова А. Р. (4);
- Монтаж та композит: Віталій Арсенін (1—3), Станіслав Марченко (1 і 2), Ольга Максюк (3), Олена Савінова (3), Віктор Радкевич (4), В. Король (4);
- Спецефекти: Сергій Точин (1—3, у 2 серії І. Точин), Станіслав Марченко (4);
- Редактори: Світлана Куценко, Вадим Шинкарьов;
- Знімальна група висловлює подяку за роботу над персонажами: Юрій Марченко, Володимир Комчугов, Володимир Михайлов;
- Виконавчий продюсер: Віктор Слєпцов (у титрах Володимир Слєпцов);
- Директор знімальної групи: Жанна Мовчан;
- Генеральний продюсер-директор: Едуард Ахрамович.

### Ролі озвучували:
- Олександр Погребняк — Котигорошко,
- Катерина Буцька,
- Борис Георгієвський — Вернигора,
- Євген Пашин (у титрах Е. Пашин) — Крутивус,
- Михайло Войчук,
- Дмитро Гаврилов — Вернидуб,
- Володимир Терещук — Птах Одуд,
- Дмитро Завадський,
- Катерина Брайковська,
- Анатолій Пашнін,
- Ольга Радчук,
- Михайло Жонін.

## Прем'єрний показ
Прем'єрний показ відбувся у 2014 році в День Незалежності України, на телеканалі 1+1. Глядачі мали змогу побачити одразу 4 серії.

## Сприйняття
«Пригоди Котигорошка та його друзів» внесені до найкращих українських мультфільмів за версією СТБ і «8 найкрутіших українських мультфільмів, які варто подивитися» за версією Gazeta.ua.
На думку Олександра Ковальчука з інтернет-видання «Варіанти», «Пригоди Котигорошка та його друзів» надмірно запозичують різні елементи з відомих анімаційних фільмів. Вони ніяк не обігрують ці запозичення, чий «колажний вінегрет не вибудовує нових сенсів і не привідкриває нюанси старих».